# Husn Banu Ghazanfar
 (mai 2024).
Husn Banu Ghazanfar (en dari : حسن بانو غضنفر) (née le 1er février 1957) est une femme politique afghane, anciennement ministre des Affaires féminines (en). Elle est également écrivaine, poète et conférencière.

## Petite enfance et éducation
Fille d'Abdul Ghafar, est née dans la province de Balkh le 1er février 1957. Elle est diplômée du lycée Sultan Razia à Mazâr-e Charîf et a obtenu son baccalauréat et son Master en littérature et sociologie à Stavropol. Vers 1983, elle a participé au programme de Faculté de littérature de l'Université de Kaboul. Environ deux ans plus tard, elle se rend à Saint-Pétersbourg (en Russie), pour obtenir son doctorat en philologie. De souche ouzbèke, elle parle couramment le dari, le pachto, l'ouzbek, le russe, le turc et l'anglais.

## Carrière
En 2003, elle est nommée directrice de la faculté de lettres. En juillet 2006, Ghazanfar a reçu un vote de confiance de l'Assemblée nationale de l'Afghanistan pour devenir ministre des Affaires féminines.
Ghazanfar a également travaillé comme :
- Membre du Conseil supérieur du ministère de l'Enseignement supérieur,
- Membre de l'Association Internationale des Femmes Speranto,
- Membre de l'Association internationale des Turcs Zabanan,
- Membre du conseil d'administration de l'association Hakim Nasir Khisro Balkhi.

Elle a écrit de nombreux articles et essais scientifiques qui ont été publiés dans la presse nationale et internationale. Elle est également poète des œuvres littéraires. Ses livres sont The Human Fate, Predations in the 21st Century, The Secrets of Beauty et Attraction. Le livre Self Realization a été traduit par elle.